# Inongo flygplats
Inongo flygplats är en flygplats vid staden Inongo i Kongo-Kinshasa. Den ligger i provinsen Mai-Ndombe, i den västra delen av landet, 400 km nordost om huvudstaden Kinshasa. Inongo flygplats ligger 317 meter över havet. IATA-koden är INO och ICAO-koden FZBA. Inongo flygplats hade 348 starter och landningar, samtliga inrikes, med totalt 3 177 passagerare, 72 ton inkommande frakt och 61 ton utgående frakt 2015.